# Podocarpus neriifolius
Podocarpus neriifolius D.Don, 1824 è un albero della famiglia Podocarpaceae diffuso in Australasia.

## Distribuzione e habitat
La specie ha un ampio areale che si estende da Nepal e Birmania, attraverso l'Indocina, la Cina meridionale, e l'arcipelago indo-malese, spingendosi ad est nel Pacifico meridionale sino alle isole Figi.